# Лаврентьев, Яков Васильевич
Яков Васильевич Лаврентьев — советский хозяйственный, государственный и политический деятель.

## Биография
Родился в 1890 году в селе Урицкое Лысогорской волости. Член КПСС.
С 1907 года — на хозяйственной, общественной и политической работе. В 1907—1954 гг. — ученик слесаря в кустарных мастерских и гвоздильном заводе «Гантке» в г. Саратове, чернорабочий, масленщик, электрослесарь различных нефтепромышленных фирм в Балаханах и Сураханах, участник Первой мировой войны на Кавказском фронте, рядовой авиационной школы, член Карского Совета рабочих, солдатских и крестьянских депутатов, председатель Карской организации РСДРП(б), председатель Майкопского городского Совета рабочих, солдатских и крестьянских депутатов, начальник курсов системы Управления военных сообщений в г. Саратове, политработник на Пермской и Донецкой железных дорогах, помощник управляющего, управляющий Биби-Эйбатского промыслового района, член правления треста (объединения), руководил работами по засыпке Биби-Эйбатской бухты треста «Бакунефть», участник профессиональных зарубежных командировок, председатель правления, управляющий треста «Эмбанефть», управляющий трестом «Актюбнефть», управляющий трестом «Апшероннефть» Майкопнефтекомбината, заместитель начальника управления кадров, начальник Горно-технической инспекции Наркомнефти/Миннефтепрома СССР
В марте 1931 г. был награждён орденом Ленина за выполнение первой пятилетки в два с половиной года..
Умер в Москве в 1977 году.